# Бай-Даг
Бай-Даг (тув. Бай-Даг) — село Эрзинского кожууна Республики Тыва России. Образует Бай-Дагский сумон, где является единственным населённым пунктом.

## География
Расположено в Убсунурской котловине, на реке Эрзин, в 165 км к югу от столицы республики — города Кызыл. В 6 километрах к западу находится центр кожууна (района) — село Эрзин. Около 7 км северо-западнее по левому берегу реки Тес-Хем находится озеро Дус-Холь. Около 25 км к югу расположено пресное озеро Торе-Холь, южная часть которого принадлежит уже Монголии.
Уличная сеть
состоит из 51 географического объекта
- Улицы: ул. Василия Эренчин, ул. Иргит Багбуужап, ул. Иргит Шагдыржап, ул. Красных Партизан, ул. Ленина.

К селу административно относятся местечки (населённые пункты без статуса поселения)
м. Ак-Адыр, м. Албанчы-Деспээ, м. Алдыы Суг, м. Алдыы-Бургаст, м. Ашактар, м. Ашактар-Кыштаа, м. Бай-Даг, м. Бичи Ак-Тей, м. Бичии-Ажык, м. Божалыг, Боом Адаа, м. Бош-Даг, м. Дедир-Боом, м. Дорелчи, м. Дээд-Сул, м. Ийи-Суг, м. Ийис-Одек, м. Инекчи-Тей, м. Канчурек, м. Кара-Кожагар, м. Кежеге Шили, м. Кичгинд, м. Оваалыг-Одек, м. Ортээ-Кыштаа, м. Соолчернин Хой-Чуур, м. Суглуг-Хая, м. Сымыраныр, м. Теве-Даш, м. Терезин-Хонаш, м. Тес Уну, м. Угаа-Арзы, м. Улуг-Холбаа, м. Устуу-Бургаст, м. Устуу-Чайлаг, м. Хаарти-Аксы, м. Хайылга, м. Хатчыл, м. Хем-Аксы, м. Хову Хоорай, м. Цагаан Боом, м. Цагаан-Уст, м. Цувурен Мод, м. Чел-Даш, м. Чоогей, м. Чоогей-Бажы, м. Ыргайты

## История
Бай-Даг (в переводе Богатая гора) в Эрзинском районе, раньше имела название Кок-Даш (Синий камень).

## Население
| 2002  | 2010  | 2011  | 2012  | 2013  | 2014  |
| ----- | ----- | ----- | ----- | ----- | ----- |
| 825   | ↗1266 | ↗1268 | ↗1286 | ↘1275 | ↗1286 |
| 2015  | 2016  | 2017  | 2018  | 2019  | 2020  |
| ↗1302 | ↘1301 | ↗1307 | ↗1315 | ↗1329 | ↘1316 |
| 2021  |       |       |       |       |       |
| ↘1295 |       |       |       |       |       |

## Известные уроженцы, жители
Бригад Санчаевич Дупчур (7 мая 1932, Бай-Даг — 25 августа 2007, Эрзин) — лауреат Государственной премии России (1992), народный художник Республики Тыва (2008).

## Инфраструктура
СПК «Бай-Хол», крупнейший сельский совхоз в Республике Тыва, образовался в селе Бай-Даг.
Муниципальное бюджетное общеобразовательное учреждение средняя общеобразовательная школа с. Бай-Даг Эрзинского кожууна Республики Тыва

## Транспорт
Село связано с Кызылом федеральной автодорогой Р257 «Енисей».